# Palacio de Minería

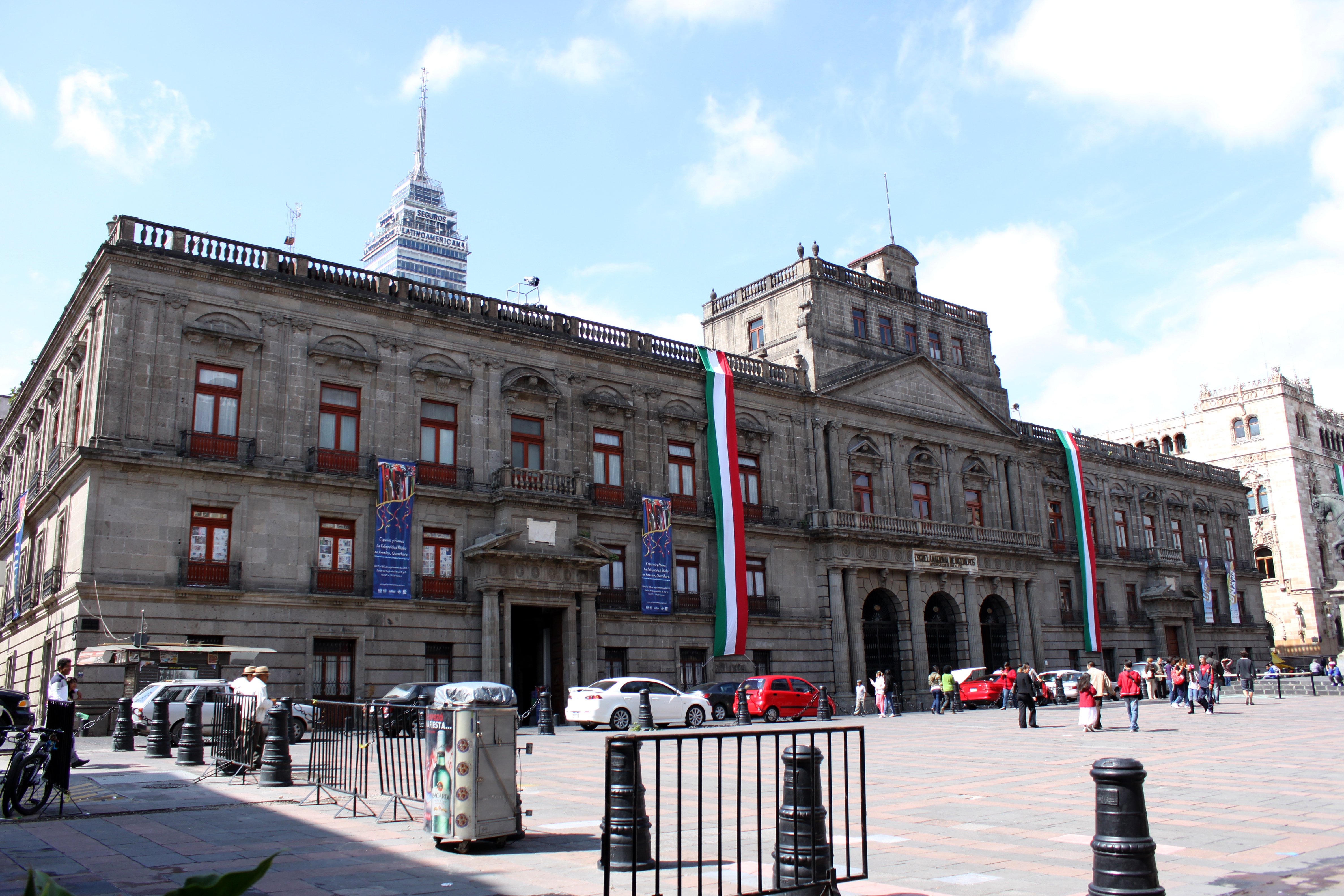
Palacio de Minería

Der Palacio de Minería ist eines der größten und bedeutendsten Profangebäude von Mexiko-Stadt.

## Lage
Der Palacio de Minería befindet sich in der Calle Tacuba im historischen Zentrum von Mexiko-Stadt, etwa auf halbem Wege zwischen der Kathedrale bzw. dem Zócalo einerseits und dem Palacio de Bellas Artes bzw. dem Alameda-Park andererseits. Ihm gegenüber auf der anderen Seite der Straße steht das Gebäude des Museo Nacional de Arte und das Reiterstandbild König Karls IV. (El Caballito), welches von dem bei Valencia geborenen Architekten und Bildhauer Manuel Tolsá entworfen wurde.

## Geschichte
Das Vizekönigreich Neuspanien war vom 16. bis zum 18. Jahrhundert einer der größten Silberproduzenten der Welt – in der Umgebung von Städten wie Taxco de Alarcón, Guanajuato, San Luis Potosí, Victoria de Durango und Zacatecas gab es außerordentlich ertragreiche Minen, deren Erträge über den Camino Real de Tierra Adentro nach Mexiko-Stadt transportiert und dort registriert wurden, bevor sie über den Hafen von Veracruz nach Kuba und anschließend nach Spanien verschifft wurden. In Unkenntnis des nahenden Mexikanischen Unabhängigkeitskampfes (1810–1821) entschloss sich die spanische Krone unter Karl IV. gegen Ende des 18. Jahrhunderts, eine Zentralstelle für das Minenwesen im Vizekönigreich zu schaffen und beauftragte im Jahr 1797 Manuel Tolsá mit der Planung und Bauleitung des Palacio de Minería. Unter seiner Leitung wurde der Bau im Jahr 1813 in klaren, an die Architektur der Renaissance anknüpfenden Stilformen fertiggestellt. Er beherbergte zunächst das königliche Bergbauseminar (Real Seminario de Minería) und das königliche Bergbaugericht (Real Tribunal de Minería). Später fanden das physikalische Institut der Universität von Mexiko (UNAM) und eine staatliche Ingenieurschule hier ein Zuhause. Heute dient der riesige Bau in Teilen als Museum (Wandbilder des 19. Jahrhunderts) sowie zu Bildungs-, Konferenz- und Ausstellungszwecken.

## Architektur

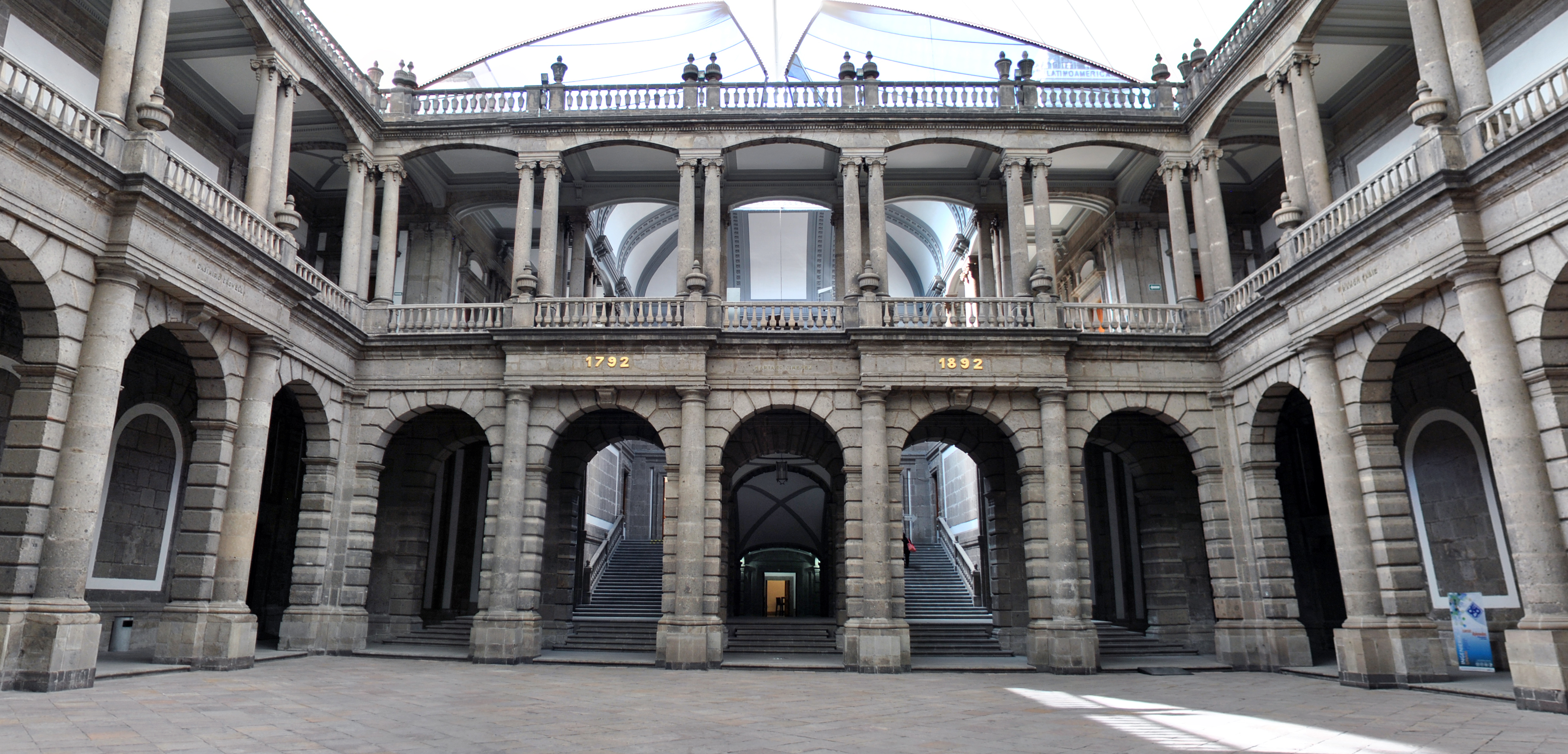
Vorderer Hofbereich

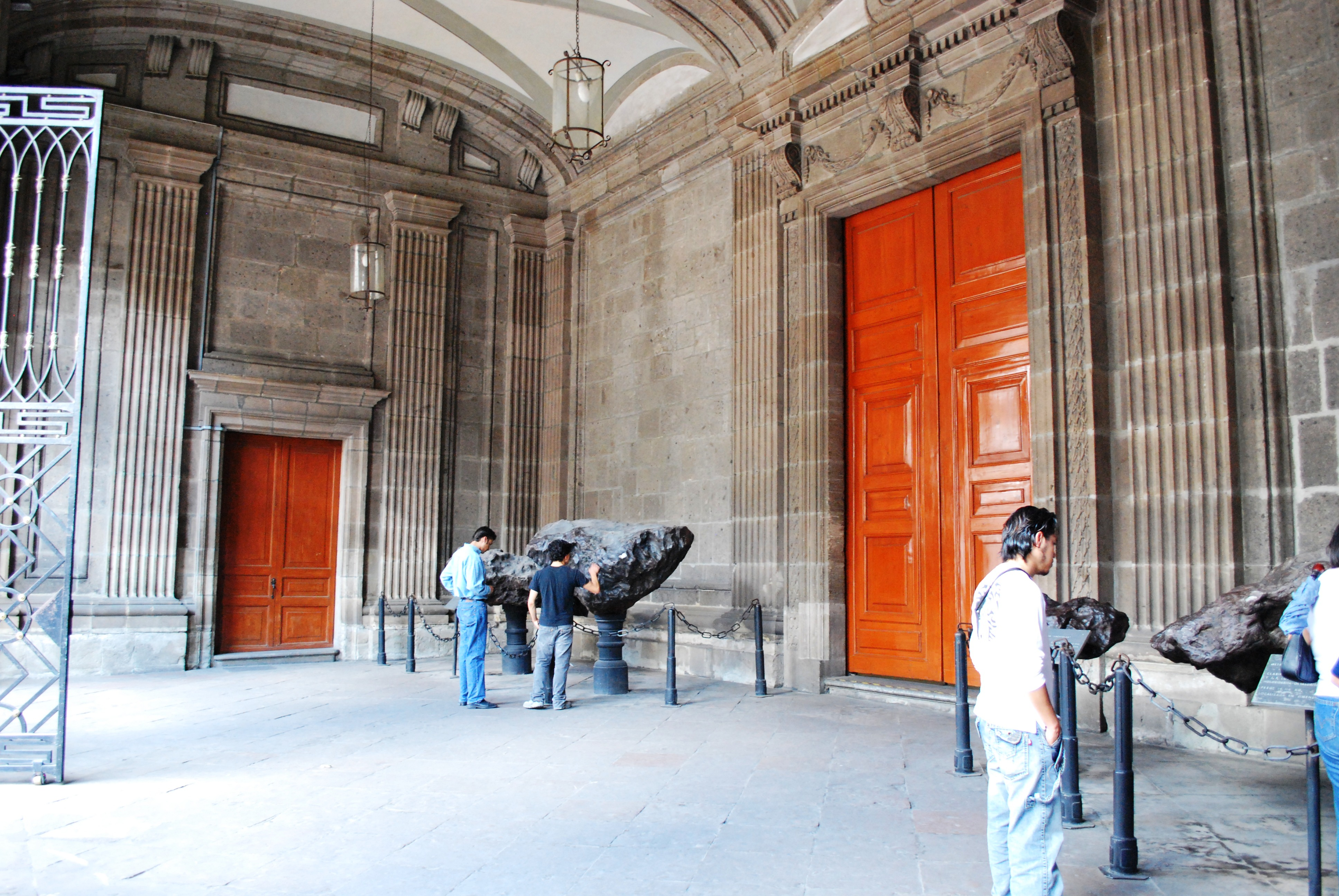
Foyer mit Meteoriten

Der Palacio de Minerías ist ein quadratischer Bau mit einer Seitenlänge von ca. 80 m; er ist dreistöckig und hat drei Zugänge sowie einen kreuzgangähnlichen Innenhof (patio). Die beiden seitlichen Portale mit ihren seitlichen – jeweils einen Architrav mit gesprengtem Giebel tragenden – Säulen erinnern an Spätrenaissance und Barock; über ihnen befindet sich jeweils ein Balkon mit Balustradenbrüstung. Der dreiportalige Haupteingang wird von einem Dreiecksgiebel und einem kleineren Gebäudeaufsatz überhöht und führt in ein Foyer, in welchem mehrere Eisenmeteorite ausgestellt sind. Der dahinterliegende Hofbereich zeigt im Erdgeschoss Rustika-Arkaden mit vorgestellten Dreiviertelsäulen; das Obergeschoss macht mit seinen Doppelsäulen einen weitaus leichteren und offeneren Eindruck. Dahinter führt ein ebenerdiger Durchgang in weitere Räume, während die beiden links und rechts befindlichen Treppenaufgänge ins Obergeschoss führen.

## Meteoriten
In der Eingangshalle des Gebäudes sind drei ca. 7 bis 14 Tonnen wiegende Teilstücke des im Jahr 1852 im Bundesstaat Chihuahua gefundenen Chupaderos-Meteoriten ausgestellt; kleinere Teilstücke wurden ebenfalls gefunden. Sie bestehen allesamt aus Eisen, das wahrscheinlich aus dem Kern eines vor langer Zeit zerborstenen Asteroiden stammt. Die Glättungen der Oberflächen entstanden beim Durchgang durch die Erdatmosphäre; dabei wurden hervorstehende Spitzen und Kanten abgeschmolzen.